# Skeidsnutane
Die Skeidsnutane sind ein Gebirgszug im ostantarktischen Königin-Maud-Land. Im Alexander-von-Humboldt-Gebirge des Wohlthatmassivs erstrecken sie sich ausgehend von den Skarshaugane in südlicher Richtung über eine Strecke von 10 km.
Entdeckt und aus der Luft fotografiert wurden sie bei der Deutschen Antarktischen Expedition 1938/39 unter der Leitung des Polarforschers Alfred Ritscher. Norwegische Kartographen, die auch die Benennung vornahmen, kartierten sie anhand von Vermessungen und Luftaufnahmen der Dritten Norwegischen Antarktisexpedition (1956–1960).